# Bybrande i Trondheim
Bybrande i Trondheim er en oversigt over de større og mindre bybrande, som Trondheim har været ramt af gennem tiderne. De største brande, hvor man kender omfanget, fandt sted i 1681, 1708, 1841 og 1842.

## 1200–1699
- 1219 – Hele byen brændte.
- 1295 – Store dele af byen brændte i julen. Ærkebispegården og bybroen blev stærkt beskadiget.
- 3.–4. april 1328 – Ambrosiusbranden: Hele domkirken brændte.
- 1344 – Mikaelskirken brændte. Den blev ikke genopført efter branden.
- 1432 – Domkirken brændte efter en række lynnedslag.
- 1481 – Store dele af byen brændte.
- 5. maj 1531 – Stor bybrand. Nidarosdomen brændte.
- 1532 – Danske tropper i kamp med ærkebiskop Olav Engelbrektsson satte ild til Erkebispegården, hvilket førte til en omfattende bybrand.
- 8. maj 1598 – En storbrand ødelagde mange bygårde og Vår Frue kirke. Efter branden blev flere gader udvidet, og "Langstrete" fik navnet Bredegate.
- 5. januar 1651 – Næsten hele byen brændte. Branden begyndte ved den nuværende Gamle Bybro. Domkirken blev skånet, men Vår Frue kirke brændte.
- 19. april 1681 – Hornemansbranden: Igen brændte hele byen. Domkirken, Kongsgården, Hospitalet, Latinskolen og nogle få huse undgik flammerne. Efter denne brand blev byen genopbygget efter Cicignons byplan med brede, rette gader.

## 1700–1899
- 2. august 1708 – Lars With-branden: Hele byen, undtagen bryggerne og Sanden, brændte.
- Foråret 1717 – Brand i de nedre bydele; ca. 30 huse brændte.
- 17. juli 1717 – Over 60 boliger brændte.
- 9. august 1742 – 14 huse i Munkegata og Enkeltskillingsveita brændte.
- 3. december 1788 – Den nordøstlige del af byen brændte (området øst for Søndre gate og nord for Olav Tryggvasons gate).
- 14. maj 1805 – 23 huse og 5 brygger i vest brændte.
- 26. december 1813 – 15 huse i området omkring Søndre gate og Krambugata brændte.
- 25. november 1818 – 50 huse og 9 pakkhuse brændte.
- 31. januar 1827 – 8 gårde øverst i Munkhaugveita/Munkegata brændte.
- 24. april 1841 – 330 gårde og 39 søboder brændte, og 3000 mennesker blev hjemløse. Branden opstod i Jomfrugata, og en tjenestepige blev dømt for uagtsomhed. Der blev foreslået murtvang efter branden.
- 22. januar 1842 – Under et halvt år senere brød der igen brand ud i byen, vest for området fra 1841. 371 gårde brændte, inkl. Hospitalet og Carl Johans arbeidsstiftelse.
- 2. juli 1844 – En karré mellem Strandgaten og Thomas Angells gate brændte.
- 11. marts 1846 – Brand i området syd for Vår Frue kirke.
- 30. december 1847 – 23 gårde på Bakklandet brændte.
- 21. maj 1898 – Brand i den øvre del af Kjøpmannsgata.
- 17. februar 1899 – Klüvergården og to andre gårde i Olav Tryggvasons gate ned mod Ravnklobakken brændte.
- 23. marts 1899 – 18 huse på Nedre Møllenberg brændte.

## 1900–2000
- 27. januar 1942 – Træ-palæet Harmonien brændte.
- 10. oktober 1956 – Sporvognshallen på Dalsenget brændte ned.
- 19. oktober 1967 – Seks brygger ved Nedre Elvehavn brændte. Royal Garden blev senere opført her.
- August 1983 – Magasinbygningerne ved Ærkebispegården brændte. Hovedbygningerne blev reddet.
- 9. oktober 1983 – Tre brygger i Kjøpmannsgata 63, 65 og 67 brændte.

## 2000–nu
I årene 2002–2004 blev Trondheim ramt af fire store brande i centrum. Alle ramte bygninger fra 17- og 1800-tallet.
- 18. juli 2002 – Restaurant Væktern, opført i 1722, brændte efter brand i en frituregryde.
- 7. december 2002 – Et helt karréområde ved Nordre gate brændte på grund af en frituregryde i restauranten News. Husene var hovedsageligt opført 1841–1843.[3]
- 21. februar 2003 – For fjerde gang på 295 år blev Olav Tryggvasons gate 12 ramt af brand. Bygningen stammede fra 1841.
- 30. juli 2004 – To historiske bygårde i Søndre gate brændte. De var opført i 1814 og 1820.
- 21. april 2006 – Brand i et solcenter i Søndre gate 24 (Sotaaen-gården). En træbygning med FotoVideo og solcenter brændte ned. Branden spredte sig til nabobygninger, og over 50 gæster blev evakueret.
- 17. maj 2007 – Bryggerne i Fjordgata 80, 78 og 76 blev totalskadet af brand natten til 17. maj.